# 張嘉孚
張嘉孚（1516年—1594年），字以貞，号立庵，陝西鞏昌府安定縣人，民籍，明朝政治人物。官至四川按察司副使。

## 生平
嘉靖十六年（1537年）丁酉科陝西鄉試第七名舉人。嘉靖二十六年（1547年）中式丁未科會試第十三名，登第三甲第一百名進士。都察院觀政，授長治縣知縣，后升任河南府同知，以父丧归。起補重庆府，擢南京户部员外郎，晉郎中，歷任黃州府、郧阳府知府、四川副使，后編撰《安定县志》。

## 家族
- 曾祖：張進
- 祖父：張文盛
- 父：張鶚（監生），号長山
- 母：梁氏
- 妻：南氏
- 兄：張嘉行
- 弟：張嘉兆；張嘉亨；張嘉績[1]
- 子：張扆；張衮
- 孫：張国紳[5]；張国缙